# Episodi di Una bionda per papà (settima stagione)
La settima e ultima stagione della serie televisiva Una bionda per papà, composta da 19 episodi, è andata in onda negli Stati Uniti dal 19 settembre 1997 al 26 giugno 1998.
| nº | Titolo originale          | Titolo italiano             | Prima TV USA      | Prima TV Italia |
| -- | ------------------------- | --------------------------- | ----------------- | --------------- |
| 1  | Making the Grade          | Giallo... per amore         | 19 settembre 1997 |                 |
| 2  | A Star is Born            | Ciak si gira                | 26 settembre 1997 |                 |
| 3  | Your Cheatin' Heart       | Lezioni di ballo            | 3 ottobre 1997    |                 |
| 4  | Take This Job and...      | Al diavolo il tuo lavoro    | 10 ottobre 1997   |                 |
| 5  | Poetic Justice            | La notte brava di Mark      | 17 ottobre 1997   |                 |
| 6  | Can't Buy Me Love         | Non mi vendo                | 24 ottobre 1997   |                 |
| 7  | Dream Lover               | Un fantasma mascherato      | 31 ottobre 1997   |                 |
| 8  | Girls Just Wanna Have Fun | Una donna per amico         | 7 novembre 1997   |                 |
| 9  | Goodbye, Mr. Chip         | Uno shampo di troppo        | 5 dicembre 1997   |                 |
| 10 | Too Many Santas           | Magico Natale               | 19 dicembre 1997  |                 |
| 11 | Phoney Business           | Soufflé alle alghe          | 9 gennaio 1998    |                 |
| 12 | Goin' to the Chapel       | Matrimonio lampo            | 16 gennaio 1998   |                 |
| 13 | Feet of Clay              | Appuntamento al buio        | 23 gennaio 1998   |                 |
| 14 | Pain in the Class         | Il migliore                 | 30 gennaio 1998   |                 |
| 15 | The Half Monty            | Alta tensione               | 27 febbraio 1998  |                 |
| 16 | And Justice for Some      | Il premio della discordia   | 5 giugno 1998     |                 |
| 17 | The Understudy            | Geni incompresi             | 12 giugno 1998    |                 |
| 18 | We're in the Money        | La fortuna bussa alla porta | 19 giugno 1998    |                 |
| 19 | Movin' On Up              | La casa dei sogni           | 26 giugno 1998    |                 |

## Giallo... per amore
- Titolo originale: Making the Grade
- Diretto da: Patrick Duffy
- Scritto da: Adam Markowitz

### Trama
È il primo giorno di scuola, per Karen il primo di college. Carol, per la prima volta dopo anni, si sente sola in casa, e non riesce a trovare niente da fare, visto che tutti sono a scuola, e così decide di iscriversi al college, frequentando gli stessi corsi di Karen. Per questa diventa così difficile avere a che fare con la propria madre anche a scuola, soprattutto quando questa racconta ai suoi compagni una storiella di quando Karen era piccola; Carol infine si rende conto che sta rendendo a Karen la vita impossibile. Intanto, Rich è entusiasta di aver preso una C in un quiz, e Dana gli dice che se non inizia a prendere le cose sul serio non avranno molta strada davanti a loro. Così, consigliato da JT, Rich sta sveglio tutta la notte a studiare, e infine raggiunge una A, superando anche la propria ragazza che prende "solo" una B.
- Guest star: Phillip Boyd (Bryan), James Gleason (Professor Warren), Jake Patellis (Brandon)

## Ciak si gira
- Titolo originale: A Star Is Born
- Diretto da: Patrick Duffy
- Scritto da: Mindy Schneider

### Trama
Karen, Dana e Al cercano di ottenere una parte in un film di Jeremy Beck. Le prime due vengono scartate su due piedi, mentre la terza si dimostra piuttosto brava nella parte e viene così assunta. È talmente brava che le viene addirittura chiesto di recitare anche un'altra parte; così, si convince e chiede a Frank di lasciare la scuola ed andare a Hollywood. Comprensibilmente, il padre rifiuta in maniera categorica, facendo così arrabbiare la figlia. Ma dopo aver assistito ad una registrazione, Frank si convince che la sua carriera è molto promettente; così le promette di portarla a Hollywood di persona, ma solo quando avrà finito la scuola. 
Nel frattempo, Lily deve portare un dolce fatto da lei per la scuola, ma quando Carol conosce la sua amica che si vanta di portare un dolce meraviglioso la donna decide di fare un dolce che sia molto migliore di quello; però esagera, realizzando una torta meravigliosa, che però palesemente non è stata creata dalla figlia, che ci rimane male perché tutto il lavoro è stato fatto dalla madre. Questa, per rimediare, decide di far fare a Lily dei biscotti.
- Guest star: Jaleel White (membro della folla), Scott Foley (Jeremy Beck), Ray Abruzzo (direttore), Megan Blake (Ellen Spencer), Brittney Lee Harvey (Traci), Matthew Sutherland (direttore del ristorante)

## Lezioni di ballo
- Titolo originale: Your Cheatin' Hearth
- Diretto da: Richard Correll
- Scritto da: Howard Adler e Robert Griffard

### Trama
Dana inizia a sospettare che Rich la tradisca quando questo inizia ad inventare delle scuse senza senso per non uscire con lei. Karen e Al contribuiscono ad aumentare questi sospetti, tanto da voler andare di persona a controllare cosa sta succedendo. Quando vede Rich ballare a casa di una bella donna, chiamata Tatiana, Dana impazzisce e fa irruzione, scoprendo però che Rich stava solo prendendo lezioni di ballo per far piacere alla fidanzata. 
Intanto, Frank e Carol desiderano ardentemente rimanere soli per una notte, ma non ci riescono perché vengono continuamente interrotti; quando finalmente i due si trovano soli, prendono il raffreddore.
- Guest star: Gladis Jimenez (Tatiana)

## Al diavolo il tuo lavoro
- Titolo originale: Take This Job and...
- Diretto da: Patrick Duffy
- Scritto da: Brian Bird

### Trama
JT, bisognoso di soldi ed avendo perso tutte le occasioni di lavoro che gli sono capitate, convince la fidanzata Sam a farlo assumere come meccanico. Ma il ragazzo appare subito non adeguato per questo mestiere, tanto che per ben due volte va vicino all'uccidere il suo capo, che costringe Sam a licenziarlo. JT se la prende, e pensa inizialmente di troncare con Sam, colpevole, secondo lui, di non averlo difeso, ma Carol gli fa capire che lei non aveva fatto niente di sbagliato, al contrario di lui, e quindi lo spinge a chiederle scusa. La situazione si risolve quando JT trova un nuovo lavoro al centro dell'attenzione nell'industria del fast food.
Contemporaneamente, Frank entra in possesso di una barca scassatissima, che gli è stata regalata da un cliente in cambio di un lavoro da 1000 dollari, e a cui subito si affeziona molto, tanto da passare ogni momento libero nel cercare di sistemarla. Carol e le ragazze iniziano ad arrabbiarsi quando Frank inizia a lavorare alle 5 del sabato mattina.

## La notte brava di Mark
- Titolo originale: Poetic Justice
- Diretto da: Patrick Duffy
- Scritto da: Fred Rubin

### Trama
Mark si fidanza con una ragazza molto anticonformista, che lo spinge prima a vestirsi come un barbone, come lo definisce Carol, e parlare con un linguaggio molto giovanile, incomprensibile per i suoi genitori, e poi a scappare di notte e rubare il furgone di Frank per andare a divertirsi, venendo però scoperto dalla polizia e riportato a casa da un agente. Carol e Frank si arrabbiano molto, ma tirano un sospiro di sollievo quando vengono a sapere che i due si sono lasciati. Nel frattempo, il professore di Karen e Dana inizia a fare delle avances alla prima chiedendole di uscire con la promessa di mettere un bel voto (una "A") a tutte le sue poesie; Dana, desiderosa di portare avanti la sua difesa dei diritti delle donne, decide di riprendere il professore mentre cerca di convincere Karen ad accettare la proposta; ma la batteria della sua telecamera si scarica, costringendo la giovane a bluffare.
- Guest star: Anna Slotky (ragazza di Mark), Andy Hirsch (Jace Thompson)

## Non mi vendo
- Titolo originale: Can't Buy Me Love
- Diretto da: William Bickley
- Scritto da: Robin J. Stein

### Trama
Dana e Karen vengono invitate a far parte di un'associazione universitaria molto esclusiva, conosciuta soprattutto per la sua frivolezza e vanità. Mentre Karen spera di entrarne a far parte, a Dana non interessa per nulla: va alla festa delle nuove iscritte solo per accompagnare la sorella. Ma ben presto si accorge che in realtà l'associazione non è interessata a questa, ma solo alla media scolastica di Dana, in assenza della quale rischierebbe di scomparire. Racconta tutto alla sorella che però inizialmente non le crede, poi, quando capisce che quella è la verità, se ne va molto delusa. Anche Dana decide di andarsene, ma soltanto dopo aver fatto un discorsetto molto critico rivolto alle ragazze dell'associazione. In seguito, a casa, Karen decide di lasciar perdere la bellezza e di cambiare vita, ma Dana le fa capire che questa decisione è sbagliata.
Intanto, un vecchio compagno di liceo di Carol (ancora innamorato di lei) offre a Frank un lavoro, con l'obiettivo di corteggiare la donna e facendole un sacco di regali, ma esagera, facendosi sbattere fuori di casa.
- Guest star: Shannon Elizabeth (Cindi), Adria Tennor (Candi)

## Un fantasma mascherato
- Titolo originale: Dream Lover
- Diretto da: Joel Zwick
- Scritto da: Adam Markowitz

### Trama
È in programma una grande festa di Halloween, ma viene improvvisamente cancellata. Così, Al, Dana, Karen, Jt, Sam e Rich decidono di organizzarne una in una vecchia casa diroccata che a Frank è stato dato il compito di demolire e che viene dipinta come infestata dai fantasmi. Le condizioni della villetta sono veramente disastrose, ma con molto impegno i sei riescono alla fine a renderla adatta ad una festa. Durante il riordino della casa, emergono numerose liti tra JT e la fidanzata Sam, e i due rivelano che, da quando JT aveva lavorato come meccanico insieme a Sam, i due non riuscivano più ad andare d'accordo. Per un'incomprensione tra i due, al posto dei costumi da loro inizialmente scelti, devono indossarne uno da cavallo, con Sam davanti e JT dietro. Sam, infuriata per la storia del costume, inizia una litigata che alla fine la porta a ballare con un altro uomo, piantando in asso JT. Questo, senza sapere che fare, inizia a girovagare per la casa, e non riesce a trovare nessuno che lo conforti, finché, sedutosi sui gradini, non incontra Abbey, il fantasma di una ragazza uccisa secoli prima che da allora non aveva lasciato la soffitta. Questa gli spiega che la vita è troppo breve per passarla a fianco di una persona con cui non si fa altro che litigare, quindi il giovane prende la decisione di mollare Sam, che capisce la decisione del fidanzato e sa che quella è la scelta giusta.
Nel frattempo, Lilly organizza una festa di Halloween con i suoi amici a casa Lambert, ma all'arrivo di questi, la piccola si impaurisce nel vedere i loro costumi e scappa in camera. Carol riesce a fatica a convincerla a scendere, spiegandole che è normale avere paura a volte; così la festa può continuare con Frank travestito da dinosauro che deve subire i giochi dei bambini.
Una settimana dopo il giorno di Halloween, JT è abbattuto per aver perso Sam; così Al e Karen gli presentano una ragazza appena trasferitasi in città, che però è tale e quale al fantasma di Abbey; JT pensa che sia proprio lei il fantasma, arrivando a metterla in fuga dopo pochi minuti di conversazione.
- Guest star: Jacob Smith (Bambino alla festa), Daniel Weaver (Hercules)

## Una donna per amico
- Titolo originale: Girls Just Wanna Have Fun
- Diretto da: Patrick Duffy
- Scritto da: Mindy Schneider

### Trama
Bert, un cugino di Frank, arriva a casa in visita. Ma l'opinione di Frank su di lui non è affatto buona: ricorda con dispiacere di tutti i dispetti che gli faceva da piccolo. In realtà, l'uomo si dimostra molto cambiato: arriva a restituire 100 $ che Frank gli aveva prestato con gli interessi (anche se quest'ultimo pensa che i soldi siano falsi e li straccia). In seguito, quando sparisce il televisore, Frank e Carol pensano che l'uomo gliel'abbia rubato, senza sapere che questo gli stia per regalare una TV nuova. Alla fine, Bert spiega ai due di essere molto cambiato dopo essere stato rinchiuso in prigione a seguito del tentativo di vendere lo stato dell'Arizona.
Contemporaneamente, Rich incontra la sua vecchia migliore amica, Cassie, e inizia ad uscire con lei per giocare a biliardo e ai videogiochi. Quando questo inizia a passare più tempo con lei che con Dana, questa si arrabbia e decide di cambiare per assomigliare il più possibile alla donna; arriva a prendere lezioni di rutto da JT e a sfidare Rich a una partita a biliardo, trasformando però questa in un massacro. Dopo un po' di tempo, Dana decide di sfidare di nuovo a biliardo Rich, ma introducendo una scommessa che rende Rich molto volenteroso di vincere.
- Guest star: Danny Arroyo (studente), Fred Willard (Bert Lambert), Linda Cardellini (Cassie Evans)

## Uno shampo di troppo
- Titolo originale: Goodbye, Mr. Chip
- Diretto da: Richard Correll
- Scritto da: Howard Adler e Robert Griffard

### Trama
Karen inizia a sfruttare il suo ragazzo, Chip, per fargli svolgere delle commissioni per lei, e lo fa in maniera esagerata, tanto da spingerlo ad andare a Detroit per comprarle una rivista. Carol suggerisce al giovane di non farsi mettere i piedi in testa in quel modo, ma egli decide di troncare con Karen, salvo poi darle un'altra possibilità quando la giovane gli chiede scusa.
Nello stesso tempo, JT e Rich hanno problemi a vivere insieme, e iniziano a litigare per qualsiasi cosa. Così Dana decide di aiutare i due a tornare d'accordo, per mettere in pratica quanto imparato nei suoi esami di psicologia. Ma nonostante i suoi sforzi, arrivando ad usare i metodi usati con i bambini, il primo risultato che ottiene è quello di impazzire, arrabbiandosi coi due tanto da farli spaventare; alla fine la soluzione si risolve quando i due iniziano a ricordare il tempo passato insieme.

## Magico Natale
- Titolo originale: Too Many Santas
- Diretto da: Joel Zwick
- Scritto da: Robin J. Stein

### Trama
Per guadagnare dei soldi extra, Rich e JT decidono di lavorare come Babbo Natale e il suo elfo al centro commerciale. Il lavoro è più difficile di quanto i due si aspettassero: sono costretti ad avere a che fare con bambini molto pestiferi, ma i due riescono a svolgere bene il loro compito fino a quando non incontrano Lilly, che toglie la barba a JT e lo riconosce subito. Così la bambina si convince che Babbo Natale non esiste, e tutti i finti Babbi che incontra o che vede in televisione non aiutano a farle cambiare idea. Per questo, Frank, Carol, Mark e Al decidono di travestirsi da Babbo Natale e di andare a trovarla la sera della vigilia, ma lo fanno senza mettersi d'accordo, finendo con il comparire tutti insieme facendosi riconoscere dalla bambina. In seguito, Lilly fa però conoscenza col vero Babbo Natale, che le spiega che i finti servono solo per fare in modo di conoscere tutti i desideri dei bambini del mondo; così, la piccola torna a credere nell'esistenza di Santa Claus e passa un Natale in serenità.
JT, nel frattempo, recupera il regalo che aveva in precedenza comprato per Sam prima di lasciarla; il ripensare alla ragazza lo butta giù di morale, quindi il giovane decide di andare a trovarla e darle il regalo, con la speranza di tornarci insieme. Ma mentre si sta recando verso l'appartamento della ragazza, vede un ragazzo che bussa alla porta di Sam e le fa un regalo; questa gli apre e lo fa entrare. Così JT, pensando che la giovane abbia già trovato un altro, decide di andarsene senza nemmeno vederla. Ma il regalo di Natale di Dana gli tira su il morale: la bionda parla con Sam e scopre che anche a lei manca molto JT, quindi la sera di Natale la fa arrivare a casa e riappacificare con JT, che scopre che il ragazzo che aveva visto era solo suo cugino.
Il regalo di Karen a ciascun componente della famiglia è una maglietta verde con la scritta "I ♥ Karen", dopo aver fatto credere a tutti che le magliette fossero in realtà destinate ai suoi dieci ragazzi. 
La serata di Natale si conclude con tutti i protagonisti della puntata che si ritrovano attorno al pianoforte suonato da Dana a cantare le note di "Hark! the Herald Angels Sing".
- Guest star: Bobby Edner (Brat), John Wheeler (Babbo Natale)

## Soufflé alle alghe
- Titolo originale: Phoney Business
- Diretto da: Joel Zwick
- Scritto da: Brian Bird

### Trama
Dana e Carol cercano di imporre alla famiglia una dieta sana e biologia. Ma in questo tentativo esagerano molto, proponendo agli altri una cena interamente a base di verdura. Nonostante tutti i tentativi di adeguarsi ai desideri delle donne, gli otto alla fine cedono, e si trovano di nascosto una notte per rimpinzarsi di pizza e ciambelle. Alla fine persino Carol cede, lasciando Dana sola nella sua battaglia, ma anche questa non riesce a resistere ai piaceri della gola quando si trova davanti al naso dei gustosi dolcetti al cioccolato.
Intanto, Al, grazie ad un contratto procuratole da JT, recita una pubblicità pensando che sia per un olio abbronzante. Ma in realtà, grazie ad un doppiaggio, il produttore trasforma il filmato in uno spot per una linea telefonica a luci rosse. L'intervento di JT non è efficace per risolvere la situazione, ma quando Frank fa vedere all'uomo le cose da "un'altra prospettiva", questo è costretto a cedere.
- Guest star: Katie O'Rourke (attrice)

## Matrimonio lampo
- Titolo originale: Goin' to the Chapel
- Diretto da: Joel Zwick
- Scritto da: Fred Rubin

### Trama
Dopo una serie di circostanze equivoche, Carol si convince che Dana e Rich facciano abitualmente sesso proprio nell'appartamento di quest'ultimo. Dana, arrabbiata per questa insinuazione della madre e decisa a portare la sua relazione con Rich un passo avanti, decide di sposare questo di nascosto da Frank e Carol. Rich, sebbene per nulla convinto, non riesce in nessun modo ad opporsi alla giovane partita in quinta. I due si recano così alla "Cappella dell'Amore", dove, pur senza troppo romanticismo, stanno per essere uniti in matrimonio. Ma Frank e Carol, venuti a sapere della situazione da Karen, riescono all'ultimo momento ad evitare che questo avvenga. 
Nel frattempo, Al e Karen portano JT in palestra per cercare di fargli trovare una nuova ragazza dopo aver rotto con Sam. Qui incontra una giovane donna che insegna in un corso di aerobica e decide di fingersi palestrato per far colpo su di lei. Ma quando inizia a frequentare i suoi corsi, si accorge che la ragazza è troppo attiva per lui.
- Guest star: Angela Kinsey (Simone), Taki Silvers (Larry), Jim Doughan (funzionario del matrimonio), Portia Dawson (Monica)

## Appuntamento al buio
- Titolo originale: Feet of Clay
- Diretto da: Patrick Duffy
- Scritto da: Neil Goldman e Garrett Donovan

### Trama
Rich e Dana, desiderosi di trascorrere un po' di tempo insieme, decidono di iscriversi ad un corso di ceramica. Il primo dimostra di avere un talento fuori dalla norma in questo settore, cosa che non si può dire della seconda. Così Rich decide di spiegare a Dana il metodo da seguire, ma questa la prende male e inizia a lanciare argilla in faccia al fidanzato. Si scatena una lotta tra i due, che finiscono col fare la pace coperti di ceramica dalla testa ai piedi.
Intanto, Frank e Carol scoprono un nuovo modo per "infuocare" la loro vita sessuale: quella di fingersi sconosciuti e corteggiarsi l'un l'altra. Ma Karen e JT, ascoltando una telefonata tra i due, si convincono che Carol abbia un amante, e decidono di pedinarla. Quando i due scoprono l'accaduto e capiscono la situazione, arrivano ad un compromesso con i genitori: i primi non diranno nulla in giro di quello che combinano i secondi, e questi non si arrabbieranno per il pedinamento.
- Guest star: Ian Patrick Williams (mr. Gabriel)

## Il migliore
- Titolo originale: Pain in the Class
- Diretto da: Patrick Duffy
- Scritto da: Adam Markowitz

### Trama
La vecchia scuola di Frank organizza un ritrovo per festeggiare il loro 25º anniversario; inizialmente questo non ci vuole andare perché ha paura che il suo nemico, sempre una spanna migliore di lui, possa tornare a prenderlo in giro come faceva un tempo. Ma Carol riesce a convincerlo a presenziare, e così scopre che questo non è cambiato per nulla rispetto ai tempi passati: ha una giovane e bellissima fidanzata, ed è pieno di soldi. Ma Carol, rimasta sola con la fidanzata dell'uomo, scopre che tutto ciò che questo aveva raccontato era falso: in realtà la giovane non è la sua fidanzata, ma una collega che questi aveva pagato per non fare brutta figura presentandosi da solo; inoltre, l'uomo è solo un impiegato, al contrario di quello che aveva raccontato, porta il parrucchino e soprattutto è uno spiantato. Quando Carol racconta tutto a Frank, questo inizialmente pensa di umiliarlo in pubblico, ma in seguito Carol lo convince a compatirlo, tanto da arrivare a perdere una partita a braccio di ferro apposta.
Nel frattempo, JT e Rich hanno bisogno di un nuovo televisore per sostituire il loro che si è rotto; per raccogliere i soldi pensano di organizzare una serata in cui guardare con gli amici, sul TV in salotto, il concorso di "Miss bellezza in bikini", approfittando del fatto che tutti, tranne Lilly, sono lontani da casa. Per togliersi di torno la bambina, JT decide di mandarla in camera sua a giocare da sola, anche se questa non è d'accordo. Ma in seguito Lilly scappa, e va a nascondersi in giardino per giocare. Quando le ragazze tornano, cacciano via tutte le persone che stavano guardando la TV (che si fanno restituire i soldi da JT) e scoprono che Lilly è scappata. Infine JT riesce a trovarla nel suo nascondiglio, ma come penitenza per non averla tenuta in considerazione, la piccola lo costringe a vestirsi da donna e a prendere il tè con lei.
- Guest star: Edward Edwards (Roy Tucker)

## Il premio della discordia
- Titolo originale: And Justice for Some
- Diretto da: Patrick Duffy
- Scritto da: Shelly Landau

### Trama
Frank e JT vanno ad assistere ad una partita di basket; durante la partita un tizio con un cappello gigante si siede davanti a JT, impedendo a questo di vedere l'incontro. Così, il giovane chiede al padre di scambiarsi di posto e questo accetta; proprio un secondo dopo, viene annunciato che JT è il vincitore di una splendida automobile in quanto seduto nel posto fortunato. Frank si arrabbia, e chiede al figlio di riconoscere che il vincitore è lui e quindi di dargli la macchina. La discussione si porta avanti per giorni, e i due iniziano a comportarsi come bambini, tanto da essere costretti a ricorrere all'aiuto di un giudice. Alla fine il compromesso, grazie anche all'aiuto di Carol, si trova: la macchina viene venduta e il ricavato diviso a metà, anche perché JT non ha abbastanza soldi per pagare le tasse sulla vincita. Così i rapporti tra padre e figlio riescono a ricomporsi e nessuno dei due porta rancore verso l'altro.
Intanto, Dana organizza un incontro per un gruppo di ragazze con l'obiettivo di imparare la tecnica dell'autodifesa; interviene a questo riguardo un poliziotto molto attraente e muscoloso, di cui Al e Karen si innamorano subito. Tra le due nasce quindi una lotta senza esclusione di colpi per conquistare l'uomo, che però non ne vuole per nulla sapere di uscire con due ragazze come loro e giudica folli i loro tentativi di conquista.
- Guest star: Shawn Christian (poliziotto), Denise Dowse (giudice Martin), Kim Delgado (Emcee), Steven Rozic (fattorino)

## Geni incompresi
- Titolo originale: The Understudy
- Diretto da: William Bickley
- Scritto da: Joel Ronkin e Larry Kase

### Trama
Al fa un'audizione per avere la parte di Lola Fontaine, la protagonista in una commedia teatrale, ma proprio all'ultimo momento le viene preferita un'altra attrice; alla ragazza viene chiesto di studiare lo stesso la parte, per essere pronta come sostituta in caso di emergenza. Ma questa non lo fa, disillusa per aver perso la parte; quando arriva il momento della prima, però, l'attrice è malata, e Al la deve sostituire. Dopo aver cercato di studiare alcune battute in fretta e furia, Frank ha l'idea di nascondere le battute nei luoghi dove l'attrice sarebbe dovuta essere; ma questo non serve a nulla, e Al commette una figuraccia dopo l'altra. Alla fine la giovane decide di scusarsi con gli altri attori e col pubblico, chiedendo loro di tornare quando l'altra attrice sarà disponibile.
Nel frattempo, Lilly ottiene il miglior punteggio di tutte le prime elementari in un test di intelligenza, facendo così pensare a Dana di avere una sorella "genietto". La giovane decide così di istruirla e farla impegnare il più possibile nello studio, col desiderio di farla diventare il genio che lei non era mai riuscita ad essere, e col sogno di vederla un giorno vincere il premio Nobel. Ma alla fine Carol le fa capire che in fondo Lilly è solo una bambina, e che se è destinata a diventare un genio, lo farà da sola, e col tempo, convincendo Dana che non bisogna essere super-intelligenti per essere speciali.
- Guest star: Ryan Bollman (ten. Muldroon), Michele Maika (Valerie Parker), Neal Lerner (regista), David Michie (Johnny Diamond), arty Belafsky (Barry), Nathan Effron (il morto), Meghan O'Sullivan (segretaria)

## Alta tensione
- Titolo originale: The Half Monty
- Diretto da: Joel Zwick
- Scritto da: Liz Sage

### Trama
JT e Rich, che hanno promesso alle rispettive fidanzate una gita sulla neve, proprio alla vigilia di questa si rendono conto di non avere un centesimo. Quindi decidono di partecipare ad un concorso di spogliarelli maschili, ma senza sapere che proprio quella serata Dana e Sam sarebbero andate nel locale in cui si tiene il concorso per una festa di addio al nubilato. Venute a sapere dei progetti dei due, le ragazze, invece di arrabbiarsi, riescono a risolvere la situazione guadagnando un bel po' di soldi chiedendo alle altre di pagare per non vedere i due spogliarsi.
Nel frattempo, Carol prende un impegno col reverendo, quello di passare una serata a parlare a tre giovani coppie dei segreti del matrimonio, ma non dice nulla a Frank, che aveva intenzione di vedere la partita di football. Il tutto sfocia in una concitata discussione tra i due davanti alle coppiette, che si convincono che il matrimonio non faccia per loro. Ma alla fine i due riescono a far pace, e le coppie si rendono conto di quanto sia bello essere sposati.
- Guest star: Don Gibb (Mouse), John C. McDonnell (Assistente manager dello strip club), Ashley Edner (vicina), Jim Jansen (Reverendo Fielder), Sebastian Tillinger (Gordon), Ronnie Schell (Manager), Kara Holden (Donna)

## La fortuna bussa alla porta
- Titolo originale: We're in the Money
- Diretto da: Richard Correll
- Scritto da: Brian Bird

### Trama
Dopo due anni dalla sua uscita di scena, Cody torna per una visita a sorpresa. Racconta così delle strane avventure che ha vissuto, e porta dei regali per tutti i componenti della famiglia. In particolare, regala a JT una collana che lo rende irresistibile alle donne, ma questo, essendo impegnato con Sam, declina, e fa per togliersela. Ma Cody lo ammonisce: chi si toglie la collana, prenderà fuoco, a meno che non la passi a un uomo che ha meno successo di lui con le donne. Così il giovane decide di passarla a Mark, che si gode il bagno di folla.
Inoltre, a Karen regala una strana crema che la renderà bellissima come una guerriera amazzone, ma questa non sa degli strani criteri di bellezza di quei luoghi, e diventa completamente verde.
Infine, offre un assegno da 50 000 dollari a Carol e Frank, che hanno difficoltà a decidere cosa fare di tanti soldi: Frank pensa di spenderne una parte subito, mentre Carol li vorrebbe mettere tutti in banca. Il primo decide di comprarsi una poltrona reclinabile senza dire nulla alla moglie. Così questa lo costringe a dormire nella poltrona, impedendogli l'accesso alla camera da letto. Ma quella stessa notte Frank ha un incubo, in cui Carol diventa un'avida accumulatrice di denaro e cerchi di vendere gli organi del marito, mentre la donna sogna che a causa delle spese del marito i due finiscono in miseria. Perciò, dopo essersi resi conto che li denaro non è tutto nella vita, decidono di spendere una parte del denaro subito e mettere il resto in banca. La puntata si conclude con Cody che esce di scena, proseguendo il suo viaggio ispiratore.
- Guest star: Sasha Mitchell (Cody)

## La casa dei sogni
- Titolo originale: Movin' On Up
- Diretto da: Steve Witting
- Scritto da: Meredith Siler

### Trama
A Frank viene offerta una casa nuovissima e modernissima a "prezzo di costo". Tutti sono ovviamente entusiasti di trasferirsi in una casa più grande, comoda, fornita e moderna, con interfoni in tutte le stanze e elettrodomestici parlanti. Tutti tranne Lilly, che non se ne vuole andare dalla casa in cui è cresciuta. Ma nessuno si accorge di lei, né tantomeno le chiede un parere. Una coppia di yuppie viene dunque a visitare la vecchia casa per comprarla, e sembra che stiano per fare l'offerta decisiva, dopo aver progettato di modificare totalmente l'abitazione, abbattendo alberi, rifacendo la cucina, e con altre significative modifiche che fanno arrabbiare Frank e Carol. Ma nel frattempo, Carol, in una notte di insonnia, rimane a contemplare i tanti bei momenti trascorsi nella vecchia casa e i tanti ricordi che si stanno per lasciare alle spalle. Inoltre, la donna scopre un disegno fatto da Lilly, che ultimamente è molto suscettibile, che manifestava la sua voglia di non andarsene (anche se in seguito Lilly spiega che in realtà il disegno riguardava un'oca sopra un forno a microonde, e non aveva niente a che fare con questa questione). Viene dunque presa la decisione di non traslocare nella nuova casa e di rimanere in quella vecchia, ma il contratto firmato con la coppia prevede soltanto un'ultima ispezione da parte degli acquirenti. Così Frank ha l'idea di far apparire la casa molto disastrata: prima facendo apparire rotto un rubinetto, poi mostrando loro i segni di una presunta invasione di termiti e di vermi, poi parlando della fognatura non adeguata che fa intasare il bagno almeno due volte la settimana, arrivando addirittura a descrivere la casa infestata dai fantasmi e dai topi, mettendo brillantemente in fuga i due acquirenti, terrorizzati. Infine Frank fa dei regali a tutta la famiglia per ricompensarla delle comodità dell'altra casa di cui non potrà usufruire.
- Guest star: Melanie Wilson (Cathie Adler)